# 卡瓦什
卡瓦什是匈牙利佐洛州所辖的一个村，总面积6.64平方公里，总人口258，人口密度38.9人/平方公里（2010年1月1日）。